# 寺尾聰
寺尾 聰（てらお あきら、1947年〈昭和22年〉5月18日 - ）は、日本の俳優、ミュージシャン、ナレーター。
神奈川県横浜市保土ケ谷区出身。ホリプロダクション、石原プロモーションを経て、寺尾事務所（自らの個人事務所）所属。
目黒区立第十中学校、和光学園、法政大学第二高等学校、文化学院卒業。父は俳優の宇野重吉。既婚。3児の父。

## 来歴
劇団民藝の創設者である宇野の長男として生まれたが、この境遇に反発し音楽に傾倒。1965年に奥島吉雄、林廉吉らが結成したカレッジ・フォーク・グループ「ザ・サベージ」に加入し、ベースを担当した。1966年に「いつまでもいつまでも」でレコードデビュー、この曲と2枚目の「この手のひらに愛を」が大ヒットするが、すぐにグループを脱退した。1968年、三保敬太郎を中心としてザ・ホワイト・キックスというグループ・サウンズに参加、シングルを1枚出して解散。
同年には、石原裕次郎製作・主演の映画『黒部の太陽』で俳優デビューを果たす。これを機に裕次郎の門下となり、石原軍団の若手有望株として、主にテレビドラマに出演、青春ものドラマなどで二枚目半的な役柄を演じることが多かった。また、『大都会』では新聞記者、『大都会 PARTIII』（日本テレビ）『西部警察』（テレビ朝日）など、石原プロモーション制作のアクションドラマでは刑事役で活躍した。このころはサングラスをかけ、ニヒルな表情がトレードマークだった。石原軍団入りするきっかけは、当初宇野の主宰する劇団民藝に一研修生として入団を希望したが、宇野本人から「たとえ研修生扱いでもマスコミは親の七光りとして見るだろう」という理由で、宇野と懇意だった石原を紹介されたという。
ソロとしての歌手活動では、ヨコハマタイヤのCM曲だった「SHADOW CITY」のほか「ルビーの指環」「出航 SASURAI」が大ヒットし、「ルビーの指環」は第23回日本レコード大賞（TBSテレビ・ラジオ）をはじめとする多くの賞を受賞した。これを含め、同時期に発表したソロアルバム『Reflections』は、当時のアルバムセールスを更新する（164万枚。井上陽水の『氷の世界』の売り上げ記録を8年ぶりに更新し、以後1990年に松任谷由実『天国のドア』に破られるまでトップであった）空前の大ヒットとなり、本格的に音楽活動を再開することとなった。
しかし、音楽活動についてのスタンスの相違で、石原プロ首脳（小林正彦専務）と寺尾との関係が悪化し、最終的には「勘当」という表現で退所となる。なお、退所後も石原個人との感情的な溝はなく、寺尾・石原プロの双方とも共演NGとはなっていない。
退所後、1980年代後半から黒澤明が監督した『乱』『夢』『まあだだよ』に続けて出演。2001年、黒澤の遺稿を映画化した『雨あがる』に主演し、日本アカデミー賞最優秀主演男優賞を受賞した。2005年にも『半落ち』での演技で同賞の2度目の受賞を果たした。日本レコード大賞ならびに日本アカデミー賞最優秀主演男優賞の両方の獲得経験者は寺尾のみである（2022年現在）。
退所後も音楽活動を続け、1987年頃よりレコードのリリースが停止したが、2005年7月7日、CLUB CITTA（神奈川県川崎市）でのライヴを期に、18年ぶりとなる歌手活動を再開した。現在でも、ステージでジャズベースをプレイしており、「ザ・サベージ」時代と変わらぬ腕前を披露している。アルバム『Re-Cool Reflections』も発売され、メロウな歌声を聴かせている。2007年1月に、NHK総合テレビで放送された『SONGS』に出演、アルバム『Reflections』収録曲や「ルビーの指環」を新アレンジで披露した。
2007年12月31日の『第58回NHK紅白歌合戦』（NHK総合テレビ・ラジオ第1）に出場した。紅白出場は、1981年から実に26年ぶりで、通算2回目（詳細はNHK紅白歌合戦出場歴を参照）。
2008年4月、紫綬褒章を受章。父の宇野重吉も紫綬褒章を受章しており、父子2代での受章となった。2018年11月、秋の叙勲で旭日小綬章を受章。
2023年12月31日、『第74回NHK紅白歌合戦』内のテレビ放送70年を記念した特別企画「テレビが届けた名曲たち」にて「ルビーの指環」を歌唱。3度目の出場となった。

## 人物
父は俳優の宇野重吉。妻は『西部警察』で共演した元モデルの星野真弓。1979年秋の資生堂CM『微笑の法則』などに出演したが、結婚を機に引退した。前妻は范文雀。『2丁目3番地』で共演し、1973年に結婚するも、翌年離婚した。
父親の宇野が有名過ぎることからこれに反発し、当初は俳優になる意思は一切持っていなかったという。寧ろスポーツに熱中し、特に野球を好んで高校に入ったものの、挫折。荒れた時期があったのか、高校1年の時だけで3度も留年したという。その後、そんな状況を見かねた宇野が石原を介して石原プロモーションに入ることになり、デビューに繋がった。
- 映画『父と僕の終わらない歌』で共演した佐藤栞里の演技を、同映画の共演者である松坂桃李と共に絶賛し、「女優を続けろ」「どんどんやれ」と佐藤の女優業を応援している[11]。

## 賞詞
- 第23回日本レコード大賞 - 大賞・金賞・作曲賞
- 第12回日本歌謡大賞 - 大賞
- 第8回FNS歌謡祭 - グランプリ
- 第14回全日本有線放送大賞 - 上半期グランプリ、年間有線音楽賞
- 第7回あなたが選ぶ全日本歌謡音楽祭 - グランプリ
- 第7回日本テレビ音楽祭 - グランプリ
- 第19回ゴールデン・アロー賞 - 音楽賞
- 第21回日本アカデミー賞 - 優秀助演男優賞 『失楽園』[12]
- ファジル国際映画祭 - 優秀男優賞
- 第13回日刊スポーツ映画大賞・石原裕次郎賞 - 主演男優賞
- 第24回日本アカデミー賞 - 最優秀主演男優賞 『雨あがる』[13]
- 第26回日本アカデミー賞 - 優秀主演男優賞 『阿弥陀堂だより』[14]
- 第47回ブルーリボン賞 - 主演男優賞
- 第28回日本アカデミー賞 - 最優秀主演男優賞 『半落ち』[15]
- 第30回日本アカデミー賞 - 優秀主演男優賞 『博士の愛した数式』[16][17]
- 紫綬褒章 （2008年）
- 第19回日本映画批評家大賞 - 主演男優賞 『さまよう刃』[18]
- 旭日小綬章（2018年）[8]

## 歌手活動

### シングル
|                            | 発売日                     | 面                         | 曲名                                  | 作詞                       | 作曲                       | 編曲                       | 規格                       | 規格品番                   |
| テイチク／ユニオンレコード | テイチク／ユニオンレコード | テイチク／ユニオンレコード | テイチク／ユニオンレコード            | テイチク／ユニオンレコード | テイチク／ユニオンレコード | テイチク／ユニオンレコード | テイチク／ユニオンレコード | テイチク／ユニオンレコード |
| -------------------------- | -------------------------- | -------------------------- | ------------------------------------- | -------------------------- | -------------------------- | -------------------------- | -------------------------- | -------------------------- |
| 1st                        | 1970年7月1日               | A                          | ママに内緒の子守唄                    | 寺尾聰                     | 寺尾聰                     | 村尾敞英                   | EP                         | US-671-J                   |
| 1st                        | 1970年7月1日               | B                          | 二人の風船                            | 寺尾聰                     | 寺尾聰                     | 村尾敞英                   | EP                         | US-671-J                   |
| 東芝EMI／EXPRESS           |                            |                            |                                       |                            |                            |                            |                            |                            |
| 2nd                        | 1974年10月20日             | A                          | ほんとに久しぶりだね                  | ケン村田                   | ケン村田                   | ミッキー吉野               | EP                         | ETP-20063                  |
| 2nd                        | 1974年10月20日             | B                          | 何処かへ                              | 寺尾聰                     | 寺尾聰                     | ミッキー吉野               | EP                         | ETP-20063                  |
| 3rd                        | 1980年8月5日               | A                          | SHADOW CITY                           | 有川正沙子                 | 寺尾聰                     | 井上鑑                     | EP                         | ETP-17018                  |
| 3rd                        | 1980年8月5日               | B                          | 予期せぬ出来事                        | 有川正沙子                 | 寺尾聰                     | 井上鑑                     | EP                         | ETP-17018                  |
| 4th                        | 1980年10月21日             | A                          | 出航 SASURAI                          | 有川正沙子                 | 寺尾聰                     | 井上鑑                     | EP                         | ETP-17075                  |
| 4th                        | 1980年10月21日             | B                          | ダイヤルM                             | 有川正沙子                 | 寺尾聰                     | 井上鑑                     | EP                         | ETP-17075                  |
| 5th                        | 1981年2月5日               | A                          | ルビーの指環                          | 松本隆                     | 寺尾聰                     | 井上鑑                     | EP                         | ETP-17114                  |
| 5th                        | 1981年2月5日               | B                          | CINEMA HOTEL                          | 松本隆                     | 寺尾聰                     | 井上鑑                     | EP                         | ETP-17114                  |
| 6th                        | 1982年12月1日              | A                          | Long distance Call 長距離電話         | 有川正沙子                 | 寺尾聰                     | 井上鑑                     | EP                         | ETP-17435                  |
| 6th                        | 1982年12月1日              | B                          | 夏の終りに… Passing Summer            | 有川正沙子                 | 寺尾聰                     | 井上鑑                     | EP                         | ETP-17435                  |
| 7th                        | 1983年10月21日             | A                          | 飛行少年                              | 有川正沙子                 | 寺尾聰                     | 井上鑑                     | EP                         | ETP-17557                  |
| 7th                        | 1983年10月21日             | B                          | 雨の風景                              | 有川正沙子                 | 寺尾聰                     | 井上鑑                     | EP                         | ETP-17557                  |
| 8th                        | 1983年12月1日              | A                          | 回転扉                                | 有川正沙子                 | 寺尾聰                     | 井上鑑                     | EP                         | ETP-17560                  |
| 8th                        | 1983年12月1日              | B                          | まさか・Tokyo                         | 有川正沙子                 | 寺尾聰                     | 井上鑑                     | EP                         | ETP-17560                  |
| 9th                        | 1985年6月21日              | A                          | 恋のトランス・コスモス                | 有川正沙子                 | 寺尾聰                     | 寺尾聰                     | EP                         | ETP-17732                  |
| 9th                        | 1985年6月21日              | B                          | 九月                                  | 有川正沙子                 | 寺尾聰                     | 倉田信雄                   | EP                         | ETP-17732                  |
| 10th                       | 1986年12月20日             | A                          | インター・チェンジ                    | 有川正沙子                 | 高水健司                   | 高水健司                   | EP                         | ETP-17913                  |
| 10th                       | 1986年12月20日             | B                          | 季節風                                | 有川正沙子                 | 高水健司                   | 高水健司                   | EP                         | ETP-17913                  |
| 11th                       | 1987年4月22日              | A                          | 砂漠                                  | 有川正沙子                 | 寺尾聰                     | 倉田信雄                   | EP                         | ETP-17952                  |
| 11th                       | 1987年4月22日              | B                          | Midnight Hunter                       | 有川正沙子                 | 高水健司                   | 高水健司                   | EP                         | ETP-17952                  |
| avex io                    |                            |                            |                                       |                            |                            |                            |                            |                            |
| 12th                       | 2006年12月6日              | 1                          | Re-Cool HABANA EXPRESS                | 有川正沙子                 | 寺尾聰                     | 井上鑑                     | CD                         | IOCA-20203                 |
| 12th                       | 2006年12月6日              | 2                          | Re-Cool HABANA EXPRESS (Instrumental) | -                          | 寺尾聰                     | 井上鑑                     | CD                         | IOCA-20203                 |

### コラボレーションシングル
| 名義             | 発売日       | 品番      | 面 |              | 作詞              | 作曲              | 編曲                                      | 備考                         |
| ---------------- | ------------ | --------- | -- | ------------ | ----------------- | ----------------- | ----------------------------------------- | ---------------------------- |
| 寺尾聰VS田辺靖雄 | 1977年8月5日 | ETP-10269 | A  | 16の夏       | 寺尾聰 & 田辺靖雄 | 寺尾聰 & 田辺靖雄 | ミッキー吉野 鈴木康博（コーラスアレンジ） | コーラスはオフコースが担当。 |
| 寺尾聰VS田辺靖雄 | 1977年8月5日 | ETP-10269 | B  | 坂道を登ると | 寺尾聰 & 田辺靖雄 | 寺尾聰 & 田辺靖雄 | 鈴木茂                                    |                              |

### アルバム

#### オリジナルアルバム
|                            | 発売日                     | タイトル                             | 規格                       | 規格品番                   |
| テイチク／ユニオンレコード | テイチク／ユニオンレコード | テイチク／ユニオンレコード           | テイチク／ユニオンレコード | テイチク／ユニオンレコード |
| -------------------------- | -------------------------- | ------------------------------------ | -------------------------- | -------------------------- |
| 1st                        | 1970年                     | 二人の風船／恋人と一緒に聴いて下さい | LP                         | UPS-5235-J                 |
| 東芝EMI／EXPRESS           |                            |                                      |                            |                            |
| 2nd                        | 1981年4月5日               | Reflections                          | LP                         | ETP-90058                  |
| 2nd                        | 1981年4月5日               | Reflections                          | CT                         | ZT28-755                   |
| 2nd                        | 2007年5月16日              | Reflections+4                        | CD                         | TOCT-26252                 |
| 3rd                        | 1983年12月1日              | Atmosphere (Reflections2)            | LP                         | ETP-90260                  |
| 3rd                        | 1983年12月1日              | Atmosphere (Reflections2)            | CT                         | ZH28-1375                  |
| 4th                        | 1987年2月4日               | Standard                             | LP                         | ETP-90447                  |
| 4th                        | 1987年2月4日               | Standard                             | CT                         | ZH28-1777                  |
| 4th                        | 1987年2月4日               | Standard                             | CD                         | CA32-1366                  |

#### ライヴアルバム
|                  | 発売日           | タイトル                                        | 規格             | 規格品番         |
| 東芝EMI／EXPRESS | 東芝EMI／EXPRESS | 東芝EMI／EXPRESS                                | 東芝EMI／EXPRESS | 東芝EMI／EXPRESS |
| ---------------- | ---------------- | ----------------------------------------------- | ---------------- | ---------------- |
| 1st              | 1984年3月1日     | SPECIAL LIVE IN TOKYO                           | LP               | ETP-90272        |
| 1st              | 1984年3月1日     | SPECIAL LIVE IN TOKYO                           | CT               | ZT28-1400        |
| avex io          |                  |                                                 |                  |                  |
| 2nd              | 2012年6月13日    | Flying Bassman COVER LIVE RECORDING AT ROPPONGI | CD               | IOCA-20344       |

#### セルフカヴァーアルバム
|         | 発売日         | タイトル            | 規格              | 規格品番   |
| avex io | avex io        | avex io             | avex io           | avex io    |
| ------- | -------------- | ------------------- | ----------------- | ---------- |
| 1st     | 2006年12月20日 | Re-Cool Reflections | SA-CDハイブリッド | IOCA-20195 |

#### 企画盤
|                   | 発売日            | タイトル                              | 規格              | 規格品番          |
| 東芝EMI / EXPRESS | 東芝EMI / EXPRESS | 東芝EMI / EXPRESS                     | 東芝EMI / EXPRESS | 東芝EMI / EXPRESS |
| ----------------- | ----------------- | ------------------------------------- | ----------------- | ----------------- |
| 1st               | 1985年1月19日     | Reflections / Atmosphere REFLECTIONS2 | CD                | CT22-5037/8       |

#### ベストアルバム
|                            | 発売日            | タイトル                    | 規格              | 規格品番          |
| 東芝EMI / EXPRESS          | 東芝EMI / EXPRESS | 東芝EMI / EXPRESS           | 東芝EMI / EXPRESS | 東芝EMI / EXPRESS |
| -------------------------- | ----------------- | --------------------------- | ----------------- | ----------------- |
| 1st                        | 1985年1月19日     | BEST OF AKIRA TERAO         | CD                | CA35-1101         |
| 2nd                        | 1987年9月25日     | 寺尾聰 ニュー・ベストナウ   | CD                | CT32-9001         |
| 3rd                        | 1998年5月13日     | TWIN BEST                   | CD                | TOCT-10280/1      |
| 4th                        | 2000年6月21日     | 2000 BEST 寺尾聰            | CD                | TOCT-24359        |
| 4th                        | 2003年3月19日     | 寺尾聰 ゴールデン☆ベスト    | CD                | TOCT-10905        |
| 5th                        | 2005年6月29日     | CD & DVD THE BEST 寺尾聰    | CD                | TOCT-25681        |
| テイチクエンタテインメント |                   |                             |                   |                   |
| 6th                        | 2006年5月24日     | 寺尾聰アンソロジー1966-1987 | CD                | TECH-25119        |

### タイアップ
| 曲名                   | タイアップ                                                 | 収録作品                           |
| ---------------------- | ---------------------------------------------------------- | ---------------------------------- |
| ほんとに久しぶりだね   | NHK『おおさか・三月・三年』主題歌                          | シングル「ほんとに久しぶりだね」   |
| SHADOW CITY            | ヨコハマタイヤ『ASPEC』CMソング                            | シングル「SHADOW CITY」            |
| 出航                   | ヨコハマタイヤ『GRANDPRIX』CMソング                        | シングル「出航 SASURAI」           |
| 出航                   | 平松剛法律事務所「あしたを、明るい日にしよう。」編CMソング | シングル「出航 SASURAI」           |
| ルビーの指環           | ヨコハマタイヤ『ASPEC』CMソング                            | シングル「ルビーの指環」           |
| ルビーの指環           | キリン『ラガー』CMソング                                   | シングル「ルビーの指環」           |
| Re-Cool HABANA EXPRESS | ミュゥモ CMソング                                          | シングル「Re-Cool HABANA EXPRESS」 |

### 歌手としてのテレビ出演
- ザ・ベストテン（TBS）- 「ルビーの指環」12週連続1位（1981年・年間第1位）
- ※1985年には久米宏が降板に伴う代理司会を担当。
- ザ・トップテン（日本テレビ）
- 夜のヒットスタジオ（フジテレビ）
- 第23回輝く!日本レコード大賞（TBSテレビ・ラジオ、1981年12月31日）
- 第32回NHK紅白歌合戦（NHK総合・ラジオ第1、1981年12月31日）
- パナソニックスペシャル HAPPY Xmas SHOW（日本テレビ、2006年12月24日）
- SONGS（NHK総合、2007年1月2日）
- 第58回NHK紅白歌合戦（NHK総合・ラジオ第1、2007年12月31日）
- The Covers’ Fes.2020 （NHK総合、2020年12月27日）
- 第74回NHK紅白歌合戦（NHK総合・ラジオ第1、2023年12月31日）

## 出演作品

### テレビドラマ
- あひるの学校（1968年 - 1969年、NHK総合）
- 愛ある限り（1969年、フジテレビ） - 順太郎　※父親 宇野重吉と共演
- 銀河テレビ小説（NHK総合）
  - 大風呂敷（1970年）
  - 港の詩（1971年）
  - おおさか・三月・三年（1974年）
  - ある日鳥のように（1976年） - 一郎
  - 友情（1977年）
- おくさまは18歳（1970年 - 1971年、TBS） - 教師 貝沼先生
- 男は度胸（1970年 - 1971年、NHK総合）
- 2丁目3番地（1971年、日本テレビ）
- 美人はいかが?（1971年 - 1972年、TBS）
- 3丁目4番地（1972年、日本テレビ）
- 天下のおやじ（1974年、日本テレビ）
- 大河ドラマ（NHK総合） 
  - 国盗り物語（1973年） - 徳川家康（若年期）
  - 花神（1977年） - 小山良庵
  - 軍師官兵衛（2014年） - 徳川家康（中年期）
- 鬼平犯科帳（1971年 - 1972年、NET） - 粂八
- バラ色の人生（1974年、TBS） - 一作
- およね平吉時穴道行（1977年、NHK総合）
- 大都会 闘いの日々（1976年、日本テレビ） - 東洋新聞城西署記者クラブ・日高記者
- いろはの"い"（1976年 - 1977年、日本テレビ） - タイムス社会部・小泉明夫記者（ハイドン）
- 太陽にほえろ! 第253話「生きがい」（1977年、日本テレビ） - 西本刑事
- 大都会 PARTIII（1978年 - 1979年、日本テレビ） - 城西署捜査課・牧野次郎刑事（ジロー）
- 西部警察（1979年 - 1982年、テレビ朝日） - 西部署捜査課・松田猛（マツダタケシ）刑事（リキ）
- 火曜サスペンス劇場 / 女子高校生への鎮魂曲（1983年、日本テレビ）
- 法医学教室の午後（1985年、日本テレビ） - 医者
- 法医学教室の長い一日（1986年、日本テレビ）
- 太陽にほえろ!PART2（1986年 - 1987年、日本テレビ） - 「七曲署」捜査一係・喜多収刑事（オサムさん）
- 刑事貴族 第1話（1990年、日本テレビ） - 須藤刑事
- 土曜ワイド劇場（テレビ朝日）
  - 牟田刑事官事件ファイル9（1988年）
  - タクシードライバーの推理日誌4 幸福の代償 妻と別れたい男の殺人契約!?（1994年） - 井狩慎矢
- 文五捕物絵図 男坂界隈（1991年、日本テレビ） - 丑吉
- 金曜エンタテイメント / 収容所から来た遺書（1993年、フジテレビ） - 山本幡男
- 清水次郎長物語（1995年、フジテレビ） - 小政
- 忠臣蔵（1996年、フジテレビ） - 寺坂吉右衛門   ※ナレーションも兼任
- 御家人斬九郎 第3シリーズ 第2話「虎退治」（1997年、フジテレビ / 映像京都） - 尼子兵衛之助
- 藤沢周平の用心棒日月抄（1997年、テレビ朝日） - 細谷源太夫
- 上杉鷹山〜二百年前の行政改革〜（1998年、NHK総合 正月時代劇） - 儒学者・細井平洲
- 夜逃げ屋本舗 （1999年3月、日本テレビ） - 第10話
- 合い言葉は勇気（2000年7月 - 9月、フジテレビ）
- 陰陽師（2001年、NHK総合） - 蘆屋道満
- 盤嶽の一生 第7話「じゃじゃ馬馴らし」（2002年、フジテレビ）-僧侶
- こころ（2003年、NHK総合 連続テレビ小説）
- 恋文 〜私たちが愛した男〜（2003年、TBS）
- 水曜プレミア / 夜回り先生（2004年10月27日、TBS） - 水谷修
- 弟（2004年、テレビ朝日）[注 3]
- 優しい時間（2005年1月 - 3月、フジテレビ） - 主演・涌井勇吉
- 刑事部屋〜六本木おかしな捜査班〜（2005年7月 - 9月、テレビ朝日） - 鵜飼遊佑
- 土曜ドラマ / 刑事の現場（2008年3月1日 - 29日、NHK総合） - 主演・伊勢崎彰一
- CHANGE（2008年5月12日 - 7月14日、フジテレビ） - 神林正一
- 松本清張生誕100年記念スペシャルドラマ・火と汐（2009年12月21日、TBS） - 主演・熊代繁
- 宮部みゆき・4週連続 “極上”ミステリー 第1夜 理由 （2012年5月7日、TBS） - 主演・吉田達夫
- 土曜ドラマ / 永遠の泉（2012年6月16日、NHK総合） - 主演・山内
- 水曜ミステリー9 / 松本清張没後20年特別企画・留守宅の事件（2013年4月24日、テレビ東京） - 主演・石子隆明
- 金曜プレステージ（フジテレビ） 
  - 事件屋稼業（2013年5月17日） - 主演・深町丈太郎
  - 事件屋稼業2（2014年1月31日） - 主演・深町丈太郎
- ドラマW / チキンレース（2013年11月10日、WOWOW） - 主演・飛田譲
- 松本清張 球形の荒野（2014年3月9日、BS日テレ） - 野上顕一郎
- 松本清張ドラマスペシャル・死の発送（2014年5月30日、フジテレビ） - 山崎治郎
- ようこそ、わが家へ（2015年4月 - 6月、フジテレビ） - 倉田太一
- 信長燃ゆ（2016年1月2日、テレビ東京） - 近衛前久 [25]
- 仰げば尊し（2016年7月 - 9月、TBS） - 主演・樋熊迎一  [26]
- 特集ドラマ 喧騒の街、静かな海（2016年7月18日、NHK総合 / NHK大阪） - 海老沢淳
- カインとアベル（2016年11月 - 12月、フジテレビ） - 高田宗一郎   ※ 平幹二朗の代役[27]
- 琥珀 （2017年9月15日、テレビ東京） - 荒井敏男
- 陸王（2017年10月 - 12月、TBS） - 飯山晴之
- 白日の鴉シリーズ（テレビ朝日系列） - 五味陣介 役
  - スペシャルドラマ 白日の鴉（2018年1月11日）
  - スペシャルドラマ 白日の鴉2（2020年5月10日）
- 特捜9（2018年4月11日 - 、テレビ朝日） - 宗方朔太郎 [28]
- 白い巨塔（2019年、テレビ朝日） - 東貞蔵
- そろばん侍 風の市兵衛SP～天空の鷹～（2020年1月3日、NHK総合） - 中江半十郎
- 人生最高の贈りもの（2021年1月4日、テレビ東京） -  笹井亮介
- 24時間テレビスペシャルドラマ 無言館（2022年8月27日、日本テレビ） - 野見山暁治 役
- ラストマン-全盲の捜査官-（2023年4月23日 - 6月25日、TBS） - 護道清二 役[29][30]

### 映画
- 黒部の太陽（1968年） - 森賢一
- 愛の化石（1970年） - 並木
- 喜劇 男は愛嬌 （1970年） - 曽我民夫
- 甦える大地（1971年） - 土屋
- 湯けむり110番 いるかの大将（1972年） - 秋沢五郎
- チョットだけョ全員集合!!（1973年） - 矢代五郎
- 同胞（1975年） - 主演・斉藤高志
- 男はつらいよ
  - 男はつらいよ 寅次郎夕焼け小焼け （1976年） - 観光係員、父親宇野重吉と共演
  - 男はつらいよ 寅次郎と殿様 （1977年） - 巡査
  - 男はつらいよ 寅次郎の休日（1990年） - 一男（満男の彼女泉の父親役）
- サチコの幸 （1976年） - 広沢
- 分校日記 イーハトーブの赤い屋根（1978年） - 桜井喜八
- 迷走地図（1983年） - 土井伸行
- 危険な女たち（1985年） - 棚瀬秀雄
- 乱（1985年） - 一文字太郎孝虎
- テイク・イット・イージー（1986年） - 池谷浩一
- 星の牧場（1987年） - 主演・モミイチ
- ロックよ、静かに流れよ（1988年） - 磯山
- 夢 （1990年） - 主演・私
- 花のズッコケ児童会長（1991年） - 宅和源太郎
- まあだだよ（1993年） - 沢村
- 新宿欲望探偵（1994年） - 主演・草薙凰介
- 釣りバカ日誌7（1994年） - 宮本竜太
- 裏ゴト師（1995年） - 神崎徹
- モスラ（1996年） - 医者[1]
- 失楽園（1997年） - 衣川和記
- CAT'S EYE キャッツ・アイ（1997年） - 黒田龍太郎
- 二宮金次郎物語 愛と情熱のかぎり（1998年） - 金次郎の父
- 雨あがる（2000年） - 主演・三沢伊兵衛
- サトラレ TRIBUTE to a SAD GENIUS（2001年） - 東隆之
- 日本の黒い夏─冤罪（2001年） - 神部俊夫
- 東京マリーゴールド（2001年） - 邦夫
- 阿弥陀堂だより（2002年） - 主演・上田孝夫
- 半落ち（2003年） - 主演・梶聡一郎
- CASSHERN（2004年） - 東博士
- 亡国のイージス（2005年） - 宮津弘隆
- イントゥ・ザ・サン（2005年） - 松田
- 博士の愛した数式（2006年） - 主演・博士
- 魂萌え!（2007年） - 関口隆之
- さまよう刃（2009年） - 主演・長峰重樹
- ラーゲリより愛を込めて（2022年）- 山本顕一（壮年期）
- こんにちは、母さん（2023年）- 荻生直文
- アンジーのBARで逢いましょう（2025年） - 熊坂[31]
- 父と僕の終わらない歌（2025年） - 主演・間宮哲太（松坂桃李とW主演）[32]
- 金子差入店（2025年） - 星田辰夫[33][34]

### 劇場アニメ
- 屋根裏のラジャー（2023年12月15日公開） - 老犬[35]

## その他

### ドラマ以外のテレビ出演
- いい旅・日本（TBSテレビ）リポーター
- 関口宏のサンデーモーニング新春スペシャル'95 1995年1月3日
- ギミア・ぶれいく（TBSテレビ）リポーター
- 知ってるつもり?!（日本テレビ）コメンテーター
- 生きている遠野物語（IBC岩手放送）ナビゲーター
- 連想ゲーム（NHK総合）初期の準レギュラー

### NHK紅白歌合戦出場歴
| 年度                                                                                        | 放送回 | 回 | 曲目                  | 出演順   | 対戦相手         | 歌手別視聴率 |
| ------------------------------------------------------------------------------------------- | ------ | -- | --------------------- | -------- | ---------------- | ------------ |
| 1981年                                                                                      | 第32回 | 初 | ルビーの指環          | 11/22    | 五輪真弓         | 不明         |
| 2007年                                                                                      | 第58回 | 2  | ルビーの指環（2回目） | 13/27    | 平原綾香         | 38.2%        |
| 2023年                                                                                      | 第74回 | 3  | ルビーの指環（3回目） | 特別企画 | （対戦相手なし） | 33.4%（7位） |
| - 出演順は「出演順 / 出場者数」で表す。 - 曲名の後の（○回目）は紅白で披露された回数を表す。 |        |    |                       |          |                  |              |

### ナレーション
- 世界遺産（TBSテレビ、2001年 - 2005年）
- 驚きももの木20世紀（ABCテレビ）
- そして、屋根裏のラジャーは生まれた　〜スタジオポノック、その喪失と創造〜（映画公開記念ドキュメンタリー）
- 「20年目の花火」（2023年10月13日、KTS鹿児島テレビ）- 語り[36]

### ラジオ
- 寺尾聰の白い日記（ニッポン放送）
- ラブ・サウンズ・スペシャル（ニッポン放送）
- 横浜B・Bridgeナイト（FMヨコハマ、2021年4月3日 - 2022年3月26日）

### コマーシャル
- バファリン（ライオン歯磨） - 当時の妻・范文雀と共演（1973年）
- スバル・レガシィ（富士重工業） - ナレーション（2002年）
- クレバリーホーム - ナレーション（2003年）
- ダイワハウス - 大学教授役で出演（2005年）
- 麒麟麦酒 - CM中で「ルビーの指環」をセルフカバー（2006年）
- リポビタンfine（大正製薬） - 夏木マリ・小栗旬・原沙知絵と共演（2007年 - ）
- プラチナ・ギルド・インターナショナル（2007年 - ）
- 森永乳業・パルム（2008年 - ）
- iPad 2（Apple） - ナレーション（2011年）
- プライムリッチ（アサヒビール） - 「ラストダンスは私に」をカバー&ナレーション（2018年）
- 平松剛法律事務所（2019年）[37]
- 新昭和グループ（2021年）

### PV
- 宇多田ヒカル『誰かの願いが叶うころ』